# Nordbanken
Nordbanken var en svensk bank, der senere blev en del af Nordea.
Oprindelig hed banken Postbank og Kreditbank i daglig tale blot PKbanken og blev dannet i 1974 som en fusion af Sveriges Kreditbank og Postbanken som et statsligt alternativ til de private banker. Det var også en måde for staten at undgå en omstrukturering af Postbanken til en uafhængig handelsbank.
I 1990 ændredes navnet til Nordbanken, og har siden 2000 været en del af den nordiske finansgruppe Nordea.
Banken skulle gennemføre en række overtagelser og fusioner inden Nordea blev dannet: Sveriges investmentbank (1989), Nordbanken (1990), Gota Bank (1993), Merita (1998), Unibank (2000) og Christiania Bank og Kreditkasse (2000). 